# 4x4 Evolution
4x4 Evolution é um jogo desenvolvido pela Terminal Reality Inc. em 2000 para as plataformas Windows, Macintosh, PlayStation 2 e Dreamcast, e é baseado em corridas off-road, ou seja, com carros de tração 4x4, feitos especialmente para o terreno acidentado e com muita sujeira. Possuí a mesma ideia de free-roam empregado nos jogos Monster Truck Madness, ou seja, o terreno é livre para exploração e para completar a corrida é necessário passar por checkpoints (ou pontos de verificação) pré definidos no terreno. Contém várias marcas mundialmente famosas como Dodge, Mitsubishi, Nissan, Lexus, Chevrolet, GMC, Toyota e Ford.

## Modos de Jogo
Single Player: Modo em que você pode jogar uma corrida normal, podendo escolher entre 15 pistas diferentes, número de voltas, quantidade de oponentes (máximo 7), condições climáticas e ajustes de configuração do carro. Para correr você poderá escolher qualquer carro stock das classes 1, 2 ou 3, Careers ou mesmo Customs (será mencionado adiante).
Time Atack: Modo onde você pode tentar bater suas fast laps, sem oponentes, alias, há sim um oponente, o relógio. Você poderá escolher a quantidade de voltas (máximo de 20) e ainda terá a opção do “fantasma” da sua volta mais rápida, semelhante ao usado em vários jogos de corrida, como o mundialmente famoso simulador Gran Turismo.
Career: Aqui você poderá disputar campeonatos, que vão se tornando cada vez mais longos, ganhar dinheiro comprar e equipar carros ao seu gosto.
Multiplayer: Aqui é que vem a melhor parte do jogo! 4x4 Evolution conta com uma opção Multiplayer, para poder jogar online em um servidor internacional, com possibilidade de criar Hosts (jogos dentro do servidor) para até 8 jogadores. Ainda online é possível fazer o download de pistas custom (feitas através do editor pelos próprios jogadores) em formato “.LTE” e “.POD” (somente disponível para Versões PC e Dreamcast, sendo no Dreamcast apenas possível fazer downloads de pistas .lte, pois não ocupam tanto espaço na memória do Console, o VMU (uma espécie de memory card). As diferenças básicas entre as pistas LTE e POD é que na LTE, só é permitido o uso de texturas e objetos de uma determinada pista já existente no jogo, enquanto na POD poderá usar os mesmos diferenciados. Vale lembrar também que para jogar online no DreamCast é extremamente recomendado o uso de pelo menos um teclado, afinal, imagine a tortura ao tentar se comunicar usando o simples gamepad. 
O aspecto mais interessante do modo multiplayer é a maneira de como os Hosts são organizados, sendo por meio de um Chat, mostrando que o Evo era avançado para o seu tempo, desse modo dispensando a necessidade de IP (embora seja uma opção) para entrar em algum jogo. Para entrar em um, basta entrar no chat e lá você verá os games em aberto. Vale lembrar que o Chat é um lugar organizados, tendo um bot que faz o controle do vocabulário usado no mesmo, evitando assim bagunça. Há também jogadores que possuem o OP (Operator Privilegies) podendo assim kikar e ou banir alguém que faça algo errado. 
Para jogar online poderá escolher carros stock das classes 1, 2 ou 3, seus próprios carros equipados no modo Carreira, além dos Customs. 
Customs são veículos criados pelos jogadores da comunidade 4x4 Evo, sendo os mesmos construídos “desde o 0” ou então alterados/convertidos (no caso da conversão seria converter de outro jogo para o 4x4 Evo). A quantidade de veículos feitos é enorme, tendo desde ótimos para um bom Off-Road (estes possuem características parecidas com os jogos originais do jogo) ou então carros abusivos, com uma velocidade completamente fora do normal.

## Gêneros de pistas (Modo Multiplayer)
Race: Como o próprio nome sugere, corrida. Simplesmente lute para ser o primeiro a passar pela linha de chegada em circuitos onde não há uma dificuldade em relação a obstáculos (podendo haver exceções).
Off-Road: Aqui está o maior, melhor e mais famoso gênero de pistas para o 4x4 Evo. O off-road coloca os jogadores diante de pistas com inúmeras armadilhas, como buracos, penhascos, caminhos apertados (que farão você entalar se não tomar cuidado) entre outros. Existem pistas de todos os níveis de dificuldade, desde as consideradas Off-Races (são pistas off, porém tão fáceis e com a possibilidade de conseguir altas velocidades acabam sendo consideradas um misto entre os dois gêneros) até as pistas de arrancar os cabelos, como as temidas pistas Xtreme. Para esse modo de jogo é sempre recomendado um veículo que esteja bem configurado e com uma suspensão com altura suficiente para não ficar preso em um buraco ou valeta.
King of the Hill (KOTH): Ótimo modo para divertir-se. Seja o Rei da montanha e expulse todos os outros! As regras são claras. Enquanto você estiver no topo da montanha, você estará ganhando pontos, porém ao cair, você começa a perder lentamente seus pontos. Seja rápido e volte rápido para a arena se quiser conquistar o pódio.
Bomb Tag: Talvez o modo mais esquecido e ignorado por todos, porém pode vir a se tornar bastante divertido. Nele, o objetivo, é passar a “batata-quente” antes dela explodir (ou queimar). Funciona da seguinte forma: O jogador que estiver com a bomba deverá colidir em outro jogador para passá-la adiante, porém ele precisa ser rápido, ou então explodira, fazendo assim você perder pontos.

## Extras & Cheats
O jogo também possui 2 cheats bem úteis que servem para ganhar R$1.000.000 sem precisar correr várias corridas para adquirir esta mesma quantia, os dois devem ser digitados no teclado respectivamente em meio a qualquer corrida nesta ordem: goldfinger e givememoneyordie, a confirmação da ativação do cheat se dará por um bipe.
E ainda há dois extras bem interessantes:
Replay: Aqui poderá ver seus replays de corridas salvos. 
Rankings: Neste modo aparecerão os melhores tempos de cada pista completada.

## Equipes & Clãs
Ao ingressar no modo Multiplayer, você poderá entrar em um dos vários times ou clãs que já são tradicionais desde muitos anos de jogo. Muitos deles já estão fechados pelo número de jogadores ter diminuído drasticamente, mas muitos ainda continuam ativos e fortes. Abaixo segue uma lista dos mesmos:
Times: OLD (Team OLD), FIR (Family of Internet Racers), X3M (Xthreme Team), HC (HardCore), AKoR (All Kind Of internet Racers), KOTH Team e SLO Team.
Clãs: EBP (Elite Brasileira de Pilotos), B4E (Blazer4Ever), ICR (International Clan of Racers), PRO (PRO Brasil) e R4E (Rav4Ever).